# ناثان جيل
ناثان جيل (بالإنجليزية: Nathan Gill)‏ هو شخصية أعمال وسياسي بريطاني، ولد في 1974 في كينغستون أبون هال في المملكة المتحدة. نشط حزبياً في حزب استقلال المملكة المتحدة. وقد انتخب عضو الجمعية الوطنية الويلزية الخامسة ‏ عن دائرة شمال ويلز ‏ وقد انضم خلال فترته النيابية ‏ (17 أغسطس 2016 – 27 ديسمبر 2017)  للكتلة البرلمانية مستقل وفي انتخابات الجمعية الوطنية الويلزية 2016 ‏، انتخب عضو الجمعية الوطنية الويلزية الخامسة ‏ عن دائرة شمال ويلز ‏ وقد انضم خلال فترته النيابية ‏ (5 مايو 2016 – 17 أغسطس 2016)  للكتلة البرلمانية حزب استقلال المملكة المتحدة وفي انتخابات البرلمان الأوروبي 2014، انتخب عضو في البرلمان الأوروبي عن دائرة Wales (European Parliament constituency) ‏ لترشحه ضمن  قائمة حزب استقلال المملكة المتحدة، وقد انضم خلال فترته النيابية (1 يوليو 2014 – )  للكتلة البرلمانية أوروبا الحرية والديمقراطية المباشرة.